# Св. св. Кирил и Методий (Торонто)
„Свети Кирил и Методий“ (на английски: St. St. Cyril and Methody) е православен храм на епархията в САЩ, Канада и Австралия на Българската православна църква. Намира се в Торонто, Онтарио, Канада. Тя е първата македонобългарска църква в цяла Северна Америка.

## История
В началото на XX век българската емиграция в Торонто започва да набъбва. Към 1910 година 1056 българи емигранти от Македония, а други 38 души са от Княжество България. През август 1910 година йеромонах Теофилакт (Димитър Малинчев) и 200 активисти основават Македоно-българска източноправославна църковна община „Св. св. Кирил и Методий“ в Торонто.
До края на годината е закупена сграда на ъгъла на Тринити стрийт и Истърн Авеню за 5000 долара, чийто първи етаж е пригоден за църковни обреди, а на втория етаж се провеждат събрания и училищни занимания. Ремонтните дейности възлизат на 2000 долара. На 1 октомври 1910 година, комисията по събиране на парични средства отчита, че в Торонто има 1094 имигранти, преселници от следните области: 514 души от Костурско, 332 души от Леринско, 121 души от Охридско и Преспанско, 42 души от Битолско, 32 души от Кайлярско, 15 души от Демир Хисарско, и 38 души от Княжество България. През януари 1911 година е избрано църковно настоятелство, начело с йеромонах Теофилакт. На 24 май 1911 година храмът е осветен от руския митрополит Платон и йеромонах Теофилакт.
През 1914 година към църквата се учреждава културно-образователното дружество „Просвета“, начело с учителя Кузо Темелков от Тихолища, а през 1915 година и дружеството „Балкански юнак“. През 1927 година към църквата се създава хор с диригент Беньо Бенев, а в 1928 година към църквата е открит Народен дом, в който се поставя и първата пиеса - „Македонска кървава сватба“.
През юни 1933 година МПО „Правда“ излиза с резолюция в местната преса, в която изяснява, че емиграцията групирана около нея и църквата „Св. св. Кирил и Методий“ единствено представлява българската колония в града. Това е отговор на активността на новосъздадения Македонски народен съюз.
Към 1946 година епископ Андрей Велички описва енорията като най-многочислената в Българската епархия в Америка.
През 1944 година се закупува ново място за построяване на нова църква на улиците Саквил и Дъндас, а на 11 април 1948 година се прави първа копка на новостроящия се храм. На 19 юни 1949 година митрополит Андрей освещава и полага мощи в новата сграда на храма. Към 1954 година е завършена и новата зала към храма. През 2010 година тържествено е отбелязана 100-годишнината на храма.

## Свещеници на храма
- Архимандрит Теофилакт (1911 – 1921)
- Протоиерей Давид Наков (1921 – 1923)
- Протоиерей Велик Караджов (1923 – 1925)
- Протоиерей Сотир Николов (1927 – 1931)
- Протоиерей Харалампи Попилиев (1931 – 1937, 1941 – 1955, 1964)
- Протоиерей Васил Михайлов (1938 – 1940)
- Протоиерей Йордан Димов (1956 – 1963)
- Протоиерей Симеон Димитров (1965 – 1973)
- Протоиерей Димитър Попов (1974 – 1986)
- Протоиерей Иван Минчев (1986 – 1999)
- Протоиерей Валери Шумаров (1999 – 2012)
- Протоиерей Веселин Арнаудов (2012 – днес)